# The Cars
The Cars američki je novovalni glazbeni sastav osnovan 1976. u Bostonu.

## Povijest sastava
Središnja figura sastava bio je Ric Ocasek, kao skladatelj, gitarist, pjevač i producent. Album prvijenac The Cars objavljen 1978. sadržavao je uspješnicu "My Best Friend's Girl" i bio je ocijenjen projektom u dosluhu s albumom Blondie Parallel Lines. Sljedeći album Candy-O bio je na tragu prošloga, a
skladbama "Let's Go", "Double Life", "It's All I Can Do" te "Dangerous Type" stekli su komercijalni ugled. Panorama iz 1980. neuspješni je pokušaj odmaka od pop-novog vala, a na albumu Shake It Up osnovnom zvuku dodaju ritam mašine, sintesajzere i elektroniku. Album Heartbeat City, komercijalno je najuspješniji album s kojeg je, uz druge hitove, njihova najpoznatija skladba "Drive". Slijedio je Door to Door koji nije bio na tragu uspjeha, te se sastav ubrzo razišao. Naknadno su se kratkotrajno okupili dva puta: 2011. prigodom objavljivanja novog albuma te 2018. prigodom primanja u Rock and Roll Hall of Fame.

## Članovi sastava
- Ric Ocasek – glavni i prateći vokali, ritam gitara, klavijature
- Elliot Easton – glavna gitara, prateći vokali
- Benjamin Orr – glavni i prateći vokali, bas-gitara, klavijature
- Greg Hawkes – klavijature, gitare, prateći vokali, saksofon
- David Robinson – bubnjevi, udaraljke, prateći vokali, klavijature

## Studijski albumi
- The Cars (1978.)
- Candy-O (1979.)
- Panorama (1980.)
- Shake It Up (1981.)
- Heartbeat City (1984.)
- Door to Door (1987.)
- Move Like This (2011.)

## Vanjske poveznice
- Stranice sastava